# 2147483647 (szám)
A szócikk címe technikai okok miatt pontatlan. A helyes cím: 2 147 483 647.
A 2 147 483 647 (kétmilliárd-száznegyvenhétmillió-négyszáznyolcvanháromezer-hatszáznegyvenhét) természetes szám, prímszám, a nyolcadik Mersenne-prím, értéke megegyezik 231 − 1 -gyel. Egyike a négy ismert dupla Mersenne-prímnek.
A 231 − 1 prím voltát Leonhard Euler igazolta, a bizonyítást 1772-ben Daniel Bernoullinak írt levele tartalmazza. Euler Cataldi módszerét továbbfejlesztve végezte el az osztási próbákkal történő bizonyítást, így legfeljebb 372 osztásra volt szüksége. Az új prím az akkor ismert legnagyobb volt, a szintén Euler által 40 évvel korábban felfedezett 6 700 417-et előzte meg. Elsőségét 1851-ig őrizte.

## Barlow jóslata
1811-ben Peter Barlow matematikus, aki nem számított arra, hogy a jövőben érdeklődni fognak a prímszámok iránt, ezt írta (An Elementary Investigation of the Theory of Numbers c. írásában):
Euler bizonyossá tette, hogy a 231 − 1 = 2147483647 prímszám; s jelenleg ez a legnagyobb közülük, így a föntebbi tökéletes számok között, melyek ettől függnek, a [230(231 − 1)] a legnagyobb jelenleg ismert, és valószínűleg a legnagyobb, amit valaha is fölfedeznek; lévén ezek csak érdekesek, hasznosság nélkül, ezért nem valószínű, hogy bárki megpróbál majd ennél nagyobbat keresni.
Ezt a jóslatát megismételte  A New Mathematical and Philosophical Dictionary című 1814-es munkájában.
Valójában nagyobb prímszámokat találtak (igaz, bizonyítás nélkül) már 1851-ben (999 999 000 001), majd 1855-ben (67 280 421 310 721). Továbbá, 1867-ben igazolták, hogy a 3 203 431 780 337 is prímszám.

## Számítástechnikában
A 2 147 483 647 (vagy hexadecimális 7FFF FFFF16) a legnagyobb (pozitív) érték, amit egy 32 bites előjeles bináris egész szám fölvehet. Emiatt számos programozási nyelvben ez a legnagyobb érték, amit egy egész típusú változó (pl. int) felvehet, így számos 32 bites videójátékban vagy konzoljátékban a maximális elérhető pontszám, pénzmennyiség stb. A szám megjelenése gyakran hibára, aritmetikai túlcsordulásra vagy hiányzó értékre utal. 2014 decemberében a  Google azt állította, hogy PSY-nak a "Gangnam Style" videóklipje túlcsordulást okozott a YouTube megtekintésszámlálójában, ami miatt kénytelenek voltak átállítani a változót 64 bites egészre. A Google később elismerte, hogy ez csak vicc volt.
A Unix operációs rendszerekben is használt time_t adattípus előjeles egész szám, ami a Unix időszámítás kezdetétől, azaz 1970. január 1. 00:00 (UTC) óta eltelt másodperceket számolja, és gyakran 32 bites egészként implementálják. A legkésőbbi, így kifejezhető dátum 2038. január 19. 03:14:07 UTC (kedd) (ami a Unix időszámítás kezdete óta eltelt 2 147 483 647 másodperckor következik be). Ez azt jelenti, hogy a 32 bites time_t adattípust használó programok érzékenyek lehetnek a 2038-problémára. (A szélesebb, 64 bites time_t érzéketlen erre a problémára.)